# Lijst van BMW-motorfietsen

## Boxermotoren tot 1955
| Helios |
| R 32   |
| R 42   |
| R 62   |

| Type                   | Bouwjaren | Motortype                                             | Categorie         |
| ---------------------- | --------- | ----------------------------------------------------- | ----------------- |
| Helios                 | 1921-1922 | dwarsgeplaatste 500 cc-tweecilinderzijklep-boxermotor | toermotor         |
| R 32                   | 1923-1925 | langsgeplaatste 500 cc-tweecilinderzijklep-boxermotor | toermotor         |
| R 37                   | 1925-1926 | langsgeplaatste 500 cc-tweecilinderkopklep-boxermotor | sportmotor        |
| R 42                   | 1926-1928 | langsgeplaatste 500 cc-tweecilinderzijklepboxermotor  | toermotor         |
| R 47                   | 1926-1928 | langsgeplaatste 500 cc-tweecilinderkopklepboxermotor  | sportmotor        |
| R 52                   | 1928-1929 | langsgeplaatste 500 cc-tweecilinderzijklepboxermotor  | toermotor         |
| R 57                   | 1928-1929 | langsgeplaatste 500 cc-tweecilinderkopklepboxermotor  | sportmotor        |
| R 62                   | 1928-1929 | langsgeplaatste 750 cc-tweecilinderzijklepboxermotor  | toermotor         |
| R 63                   | 1928-1929 | langsgeplaatste 750 cc-tweecilinderkopklepboxermotor  | sportmotor        |
| R 11                   | 1929-1934 | langsgeplaatste 750 cc-tweecilinderzijklepboxermotor  | toermotor         |
| R 16                   | 1929-1934 | langsgeplaatste 750 cc-tweecilinderkopklepboxermotor  | sportmotor        |
| WR 750                 | 1929      | langsgeplaatste 750 cc-tweecilinderkopklepboxermotor  | recordmachine     |
| R 12                   | 1934-1941 | langsgeplaatste 750 cc-tweecilinderzijklepboxermotor  | toermotor         |
| R 17                   | 1934-1937 | langsgeplaatste 750 cc-tweecilinderkopklepboxermotor  | sportmotor        |
| RS 500 (BMW 255)       | 1935-1951 | langsgeplaatste 500 cc-tweecilinderkopklepboxermotor  | fabrieksracer     |
| R 5                    | 1936-1937 | langsgeplaatste 500 cc-tweecilinderkopklepboxermotor  | sportmotor        |
| R 6                    | 1937      | langsgeplaatste 600 cc-tweecilinderzijklepboxermotor  | toermotor         |
| WR 500                 | 1937      | langsgeplaatste 500 cc-tweecilinderkopklepboxermotor  | recordmachine     |
| R 51                   | 1938-1941 | langsgeplaatste 500 cc-tweecilinderkopklepboxermotor  | sportmotor        |
| R 61                   | 1938-1941 | langsgeplaatste 600 cc-tweecilinderzijklepboxermotor  | toermotor         |
| R 66                   | 1938-1941 | langsgeplaatste 600 cc-tweecilinderkopklepboxermotor  | sportmotor        |
| R 71                   | 1938-1941 | langsgeplaatste 750 cc-tweecilinderzijklepboxermotor  | toermotor         |
| R 51 RS                | 1939      | langsgeplaatste 500 cc-tweecilinderkopklepboxermotor  | productieracer    |
| R 75 Wehrmachtsgespann | 1941-1944 | langsgeplaatste 750 cc-tweecilinderboxermotor         | zijspancombinatie |
| R 51/2                 | 1950-1951 | langsgeplaatste 500 cc-tweecilinderboxermotor         | toermotor         |
| R 51/3                 | 1951-1954 | langsgeplaatste 500 cc-tweecilinderboxermotor         | toermotor         |
| R 67                   | 1951      | langsgeplaatste 600 cc-tweecilinderboxermotor         | toermotor         |
| R 67/2                 | 1951-1954 | langsgeplaatste 600 cc-tweecilinderboxermotor         | toermotor         |
| R 68                   | 1952-1956 | langsgeplaatste 600 cc-tweecilinderboxermotor         | sportmotor        |
| RS 53                  | 1953      | langsgeplaatste 500 cc-tweecilinderboxermotor         | productieracer    |
| 500 cc zijspanracer    | 1954-1974 | langsgeplaatste 500 cc-tweecilinderboxermotor         | fabrieksracer     |
| RS 54                  | 1954      | langsgeplaatste 500 cc-tweecilinderboxermotor         | productieracer    |
| R 67/3                 | 1955-1956 | langsgeplaatste 600 cc-tweecilinderboxermotor         | zijspancombinatie |

## Eencilinders tot 1955
| Flink |
| R 35  |

| Type   | Bouwjaren | Motortype                                                 | Categorie  |
| ------ | --------- | --------------------------------------------------------- | ---------- |
| Flink  | 1920-1922 | dwarsgeplaatste 147 cc-eencilinder Hanfland tweetaktmotor | toermotor  |
| R 39   | 1925-1927 | langsgeplaatste 250 cc-eencilinderkopklepmotor            | sportmotor |
| R 2    | 1931-1936 | langsgeplaatste 200 cc-eencilinderkopklepmotor            | toermotor  |
| R 4    | 1932-1937 | langsgeplaatste 400 cc-eencilinderkopklepmotor            | toermotor  |
| R 3    | 1936      | langsgeplaatste 300 cc-eencilinderkopklepmotor            | toermotor  |
| R 20   | 1937-1938 | langsgeplaatste 200 cc-eencilinderkopklepmotor            | toermotor  |
| R 35   | 1937-1940 | langsgeplaatste 340 cc-eencilinderkopklepmotor            | toermotor  |
| R 23   | 1938-1940 | langsgeplaatste 250 cc-eencilinderkopklepmotor            | toermotor  |
| R 24   | 1948-1950 | langsgeplaatste 250 cc-eencilinderviertaktmotor           | toermotor  |
| R 25   | 1950-1951 | langsgeplaatste 250 cc-eencilinderviertaktmotor           | toermotor  |
| R 25/2 | 1951-1953 | langsgeplaatste 250 cc-eencilinderviertaktmotor           | toermotor  |
| R 25/3 | 1953-1955 | langsgeplaatste 250 cc-eencilinderviertaktmotor           | toermotor  |

## Vollschwingen boxermotoren
| R 50 |

| Type            | Bouwjaren | Motortype                                     | Categorie     |
| --------------- | --------- | --------------------------------------------- | ------------- |
| 500 cc injectie | 1955-1956 | langsgeplaatste 500 cc-tweecilinderboxermotor | fabrieksracer |
| R 50            | 1955-1960 | langsgeplaatste 500 cc-tweecilinderboxermotor | toermotor     |
| R 60            | 1955-1960 | langsgeplaatste 600 cc-tweecilinderboxermotor | toermotor     |
| R 69            | 1955-1960 | langsgeplaatste 600 cc-tweecilinderboxermotor | sportmotor    |
| R 50/2          | 1960-1969 | langsgeplaatste 500 cc-tweecilinderboxermotor | toermotor     |
| R 50 S          | 1960-1962 | langsgeplaatste 500 cc-tweecilinderboxermotor | sportmotor    |
| R 60/2          | 1960-1969 | langsgeplaatste 600 cc-tweecilinderboxermotor | toermotor     |
| R 69 S          | 1960-1969 | langsgeplaatste 600 cc-tweecilinderboxermotor | sportmotor    |

## Vollschwingen eencilinders
| R 27 |

| Type | Bouwjaren | Motortype                                       | Categorie |
| ---- | --------- | ----------------------------------------------- | --------- |
| R 26 | 1955-1960 | langsgeplaatste 250 cc-eencilinderviertaktmotor | toermotor |
| R 27 | 1960-1966 | langsgeplaatste 250 cc-eencilinderviertaktmotor | toermotor |

## US modellen 1968-1969
| R 69 US |

| Type    | Bouwjaren | Motortype                                     | Categorie  |
| ------- | --------- | --------------------------------------------- | ---------- |
| R 50 US | 1968-1969 | langsgeplaatste 500 cc-tweecilinderboxermotor | toermotor  |
| R 69 US | 1968-1969 | langsgeplaatste 600 cc-tweecilinderboxermotor | sportmotor |

## /5-serie
| R 75/5 |

| Type   | Bouwjaren | Motortype                                     | Categorie |
| ------ | --------- | --------------------------------------------- | --------- |
| R 50/5 | 1969-1973 | langsgeplaatste 500 cc-tweecilinderboxermotor | toermotor |
| R 60/5 | 1969-1973 | langsgeplaatste 600 cc-tweecilinderboxermotor | toermotor |
| R 75/5 | 1969-1973 | langsgeplaatste 750 cc-tweecilinderboxermotor | toermotor |

## /6-serie
| R 90 S |

| Type   | Bouwjaren | Motortype                                     | Categorie  |
| ------ | --------- | --------------------------------------------- | ---------- |
| R 60/6 | 1973-1976 | langsgeplaatste 600 cc-tweecilinderboxermotor | toermotor  |
| R 75/6 | 1973-1976 | langsgeplaatste 750 cc-tweecilinderboxermotor | toermotor  |
| R 90/6 | 1973-1976 | langsgeplaatste 900 cc-tweecilinderboxermotor | toermotor  |
| R 90 S | 1973-1976 | langsgeplaatste 900 cc-tweecilinderboxermotor | sportmotor |

## /7-serie
| R 100 RS |

| Type            | Bouwjaren | Motortype                                      | Categorie   |
| --------------- | --------- | ---------------------------------------------- | ----------- |
| R 60/7          | 1976-1982 | langsgeplaatste 600 cc-tweecilinderboxermotor  | toermotor   |
| R 75/7          | 1976-1977 | langsgeplaatste 750 cc-tweecilinderboxermotor  | toermotor   |
| R 100/7         | 1976-1980 | langsgeplaatste 1000 cc-tweecilinderboxermotor | toermotor   |
| R 100 RS        | 1976-1984 | langsgeplaatste 1000 cc-tweecilinderboxermotor | sporttoerer |
| R 100 S         | 1976-1980 | langsgeplaatste 1000 cc-tweecilinderboxermotor | sportmotor  |
| R 80/7          | 1977-1984 | langsgeplaatste 800 cc-tweecilinderboxermotor  | toermotor   |
| R 100 RT        | 1978-1984 | langsgeplaatste 1000 cc-tweecilinderboxermotor | toermotor   |
| R 100 T         | 1978-1980 | langsgeplaatste 1000 cc-tweecilinderboxermotor | toermotor   |
| R 100 S Airline | 1979-1980 | langsgeplaatste 1000 cc-tweecilinderboxermotor | sportmotor  |
| R 100           | 1980-1984 | langsgeplaatste 1000 cc-tweecilinderboxermotor | toermotor   |
| R 100 CS        | 1980-1984 | langsgeplaatste 1000 cc-tweecilinderboxermotor | sportmotor  |
| R 80 Greenib    | 1981      | langsgeplaatste 800 cc-tweecilinderboxermotor  | toermotor   |
| R 80 RT         | 1982-1984 | langsgeplaatste 800 cc-tweecilinderboxermotor  | toermotor   |
| R 80 ST         | 1982-1984 | langsgeplaatste 800 cc-tweecilinderboxermotor  | toermotor   |
| R 80            | 1984-1992 | langsgeplaatste 800 cc-tweecilinderboxermotor  | toermotor   |
| R 80 RT Mono    | 1984-1995 | langsgeplaatste 800 cc-tweecilinderboxermotor  | toermotor   |

## R 45/R 65
| R 45 |

| Type         | Bouwjaren       | Motortype                                     | Categorie    |
| ------------ | --------------- | --------------------------------------------- | ------------ |
| R 45         | 1978-1985       | langsgeplaatste 450 cc-tweecilinderboxermotor | toermotor    |
| R 65         | 1978-1985       | langsgeplaatste 650 cc-tweecilinderboxermotor | toermotor    |
| R 65 RT      | 1978(?)-1985(?) | langsgeplaatste 650 cc-tweecilinderboxermotor | toermotor    |
| R 65 LS      | 1981-1985       | langsgeplaatste 650 cc-tweecilinderboxermotor | sportmotor   |
| R 65 Mono    | 1985-1993       | langsgeplaatste 650 cc-tweecilinderboxermotor | toermotor    |
| R 65 RT Mono | 1985-1988       | langsgeplaatste 650 cc-tweecilinderboxermotor | toermotor    |
| R 65 GS      | 1987-1992       | langsgeplaatste 650 cc-tweecilinderboxermotor | allroadmotor |

## R 80 G/S-serie
| R 80 G/S |

| Type                 | Bouwjaren | Motortype                                      | Categorie            |
| -------------------- | --------- | ---------------------------------------------- | -------------------- |
| GS 800               | 1978-1980 | langsgeplaatste 800 cc-tweecilinderboxermotor  | fabrieks-enduromotor |
| R 80 G/S             | 1980-1987 | langsgeplaatste 800 cc-tweecilinderboxermotor  | allroadmotor         |
| GS 800 R             | 1981      | langsgeplaatste 800 cc-tweecilinderboxermotor  | fabrieks-enduromotor |
| GS 980 R             | 1983      | langsgeplaatste 1000 cc-tweecilinderboxermotor | fabrieks-enduromotor |
| R 80 G/S Paris-Dakar | 1984-1987 | langsgeplaatste 800 cc-tweecilinderboxermotor  | allroadmotor         |
| R 1050               | 1984-1986 | langsgeplaatste 1050 cc-tweecilinderboxermotor | fabrieks-enduromotor |
| R 900 RR             | 2000-     | langsgeplaatste 900 cc-tweecilinderboxermotor  | fabrieks-enduromotor |

## K 100-serie
| K 100 RT |

| Type              | Bouwjaren | Motortype                                     | Categorie   |
| ----------------- | --------- | --------------------------------------------- | ----------- |
| K 100             | 1983-1990 | langsgeplaatste 1000 cc-viercilinderlijnmotor | toermotor   |
| K 100 RS          | 1983-1989 | langsgeplaatste 1000 cc-viercilinderlijnmotor | sporttoerer |
| K 100 RT          | 1984-1989 | langsgeplaatste 1000 cc-viercilinderlijnmotor | toermotor   |
| K 100 LT          | 1986-1991 | langsgeplaatste 1000 cc-viercilinderlijnmotor | toermotor   |
| K 100 RS M-Power  | 1986      | langsgeplaatste 1000 cc-viercilinderlijnmotor | sporttoerer |
| K 100 RS Special  | 1987      | langsgeplaatste 1000 cc-viercilinderlijnmotor | sporttoerer |
| K 1               | 1988-1993 | langsgeplaatste 1000 cc-viercilinderlijnmotor | sportmotor  |
| K 100 RS 16 Valve | 1989-1992 | langsgeplaatste 1000 cc-viercilinderlijnmotor | sporttoerer |

## K 75-serie
| K 75 |

| Type           | Bouwjaren | Motortype                                    | Categorie  |
| -------------- | --------- | -------------------------------------------- | ---------- |
| K 75           | 1985-1996 | langsgeplaatste 750 cc-driecilinderlijnmotor | toermotor  |
| K 75 C         | 1985-1988 | langsgeplaatste 750 cc-driecilinderlijnmotor | toermotor  |
| K 75 S         | 1986-1996 | langsgeplaatste 750 cc-driecilinderlijnmotor | sportmotor |
| K 75 T         | 1986-1987 | langsgeplaatste 750 cc-driecilinderlijnmotor | toermotor  |
| K 75 RT        | 1991-1996 | langsgeplaatste 750 cc-driecilinderlijnmotor | toermotor  |
| K 75 RT Ultima | 1996      | langsgeplaatste 750 cc-driecilinderlijnmotor | toermotor  |
| K 75 Ultima    | 1996      | langsgeplaatste 750 cc-driecilinderlijnmotor | toermotor  |

## R 100 Classic-serie
| R 100 R Mystic |

| Type           | Bouwjaren     | Motortype                                       | Categorie   |
| -------------- | ------------- | ----------------------------------------------- | ----------- |
| R 100 RS Mono  | 1986-1992     | langsgeplaatste 1000 cc-tweecilinderboxermotor  | sporttoerer |
| R 100 LT       | 1987-1995     | langsgeplaatste 1000 cc- tweecilinderboxermotor | toermotor   |
| R 100 RT Mono  | 1987-1997     | langsgeplaatste 1000 cc-tweecilinderboxermotor  | toermotor   |
| R 100 Classic  | 1990-1991 (?) | langsgeplaatste 1000 cc- tweecilinderboxermotor | toermotor   |
| R 100 R        | 1990-1991     | langsgeplaatste 1000 cc- tweecilinderboxermotor | toermotor   |
| R 80 R         | 1991-1994     | langsgeplaatste 800 cc- tweecilinderboxermotor  | toermotor   |
| R 100 R Mystic | 1993-1995     | langsgeplaatste 1000 cc-tweecilinderboxermotor  | toermotor   |

## R 80 GS-serie
| R 80 GS |

| Type             | Bouwjaren | Motortype                                     | Categorie    |
| ---------------- | --------- | --------------------------------------------- | ------------ |
| R 80 GS          | 1987-1996 | langsgeplaatste 800 cc-tweecilinderboxermotor | allroadmotor |
| R 80 GS Basic    | 1996      | langsgeplaatste 800 cc-tweecilinderboxermotor | allroadmotor |
| R 80 GS Kalahari | 1997      | langsgeplaatste 800 cc-tweecilinderboxermotor | allroadmotor |

## R 100 GS-serie
| R 100 GS Paris-Dakar |

| Type                 | Bouwjaren | Motortype                                      | Categorie    |
| -------------------- | --------- | ---------------------------------------------- | ------------ |
| R 100 GS             | 1987-1996 | langsgeplaatste 1000 cc-tweecilinderboxermotor | allroadmotor |
| R 100 GS Paris-Dakar | 1989-1995 | langsgeplaatste 1000 cc-tweecilinderboxermotor | allroadmotor |

## K 1100-serie
| BMW K 1100 LT Special Edition |

| Type               | Bouwjaren | Motortype                                     | Categorie   |
| ------------------ | --------- | --------------------------------------------- | ----------- |
| K 1100 LT          | 1991-1998 | langsgeplaatste 1100 cc-viercilinderlijnmotor | toermotor   |
| K 1100 RS          | 1992-1996 | langsgeplaatste 1100 cc-viercilinderlijnmotor | sporttoerer |
| K 1100 LT SE       | 1993-1994 | langsgeplaatste 1100 cc-viercilinderlijnmotor | toermotor   |
| K 1100 LT Highline | 1997      | langsgeplaatste 1100 cc-viercilinderlijnmotor | toermotor   |

## F 650-serie
| F 650 ST |

| Type                                      | Bouwjaren | Motortype                          | Categorie            |
| ----------------------------------------- | --------- | ---------------------------------- | -------------------- |
| F 650                                     | 1993-2001 | dwarsgeplaatste 650 cc-eencilinder | toermotor            |
| F 650 ST                                  | 1993-2001 | dwarsgeplaatste 650 cc-eencilinder | toermotor            |
| F 650 RR                                  | 1999      | dwarsgeplaatste 650 cc-eencilinder | fabrieks-enduromotor |
| F 650 GS Dakar                            | 2000-2007 | dwarsgeplaatste 650 cc-eencilinder | allroadmotor         |
| F 650 GS eencilinder                      | 2000-2007 | dwarsgeplaatste 650 cc-eencilinder | allroadmotor         |
| F 650 CS                                  | 2001-2005 | dwarsgeplaatste 650 cc-eencilinder | toermotor            |
| F 650 CS 80th Anniversary Limited Edition | 2003      | dwarsgeplaatste 650 cc-eencilinder | toermotor            |

## R 1100-serie
| R 1100 RT                 |
| R 1100 S BoxerCup Replica |

| Type                      | Bouwjaren | Motortype                                      | Categorie      |
| ------------------------- | --------- | ---------------------------------------------- | -------------- |
| R 1100 RS                 | 1993-2001 | langsgeplaatste 1100 cc-tweecilinderboxermotor | sporttoerer    |
| R 1100 GS                 | 1994-2001 | langsgeplaatste 1100 cc-tweecilinderboxermotor | allroadmotor   |
| R 1100 R                  | 1995-2001 | langsgeplaatste 1100 cc-tweecilinderboxermotor | toermotor      |
| R 1100 RT                 | 1995-2001 | langsgeplaatste 1100 cc-tweecilinderboxermotor | toermotor      |
| R 1100 GS "75"            | 1998      | langsgeplaatste 1100 cc-tweecilinderboxermotor | allroadmotor   |
| R 1100 R "75"             | 1998      | langsgeplaatste 1100 cc-tweecilinderboxermotor | toermotor      |
| R 1100 RS "75"            | 1998      | langsgeplaatste 1100 cc-tweecilinderboxermotor | sporttoerer    |
| R 1100 RT "75"            | 1998      | langsgeplaatste 1100 cc-tweecilinderboxermotor | toermotor      |
| R 1100 S                  | 1998-2006 | langsgeplaatste 1100 cc-tweecilinderboxermotor | sportmotor     |
| R 1100 S BoxerCup Racer   | 2000-2004 | langsgeplaatste 1100 cc-tweecilinderboxermotor | productieracer |
| R 1100 S Sport Edition    | 2000      | langsgeplaatste 1100 cc-tweecilinderboxermotor | sportmotor     |
| R 1100 RS Edition         | 2002      | langsgeplaatste 1100 cc-tweecilinderboxermotor | sporttoerer    |
| R 1100 RT Edition         | 2002      | langsgeplaatste 850 cc-tweecilinderboxermotor  | toermotor      |
| R 1100 S BoxerCup Replica | 2002-2004 | langsgeplaatste 1100 cc-tweecilinderboxermotor | sportmotor     |

## R 850-serie
| R 850 R |

| Type               | Bouwjaren | Motortype                                     | Categorie    |
| ------------------ | --------- | --------------------------------------------- | ------------ |
| R 850 R            | 1995-2001 | langsgeplaatste 850 cc-tweecilinderboxermotor | toermotor    |
| R 850 GS           | 1998-2000 | langsgeplaatste 850 cc-tweecilinderboxermotor | allroadmotor |
| R 850 C            | 1999-2001 | langsgeplaatste 850 cc-tweecilinderboxermotor | cruiser      |
| R 850 C Avantgarde | 1999-2001 | langsgeplaatste 850 cc-tweecilinderboxermotor | cruiser      |
| R 850 RT           | 1999-2001 | langsgeplaatste 850 cc-tweecilinderboxermotor | toermotor    |
| R 850 RT Edition   | 2001      | langsgeplaatste 850 cc-tweecilinderboxermotor | toermotor    |
| R 850 R Comfort    | 2004-2006 | langsgeplaatste 850 cc-tweecilinderboxermotor | toermotor    |

## K 1200-serie met langsgeplaatste motor
| K 1200 RS |

| Type                                       | Bouwjaren | Motortype                                     | Categorie    |
| ------------------------------------------ | --------- | --------------------------------------------- | ------------ |
| K 1200 RS                                  | 1997-2004 | langsgeplaatste 1200 cc-viercilinderlijnmotor | sporttoerer  |
| K 1200 LT                                  | 1998-2009 | langsgeplaatste 1200 cc-viercilinderlijnmotor | toermotor    |
| K 1200 GT langsgeplaatste motor            | 2002-2005 | langsgeplaatste 1200 cc-viercilinderlijnmotor | toermotor    |
| K 1200 LT 80th Anniversary Limited Edition | 2003      | langsgeplaatste 1200 cc-viercilinderlijnmotor | toermotor    |
| K 1200 P                                   | 2006      | langsgeplaatste 1200 cc-viercilinderlijnmotor | politiemotor |
| K 1200 LT Edition                          | 2009      | langsgeplaatste 1200 cc-viercilinderlijnmotor | toermotor    |

## R 1200 C-serie
| R 1200 CL |

| Type                             | Bouwjaren | Motortype                                      | Categorie |
| -------------------------------- | --------- | ---------------------------------------------- | --------- |
| R 1200 C                         | 1997-2002 | langsgeplaatste 1200 cc-tweecilinderboxermotor | cruiser   |
| R 1200 C Avantgarde              | 1999-2003 | langsgeplaatste 1200 cc-tweecilinderboxermotor | cruiser   |
| R 1200 C Independent             | 2000-2005 | langsgeplaatste 1200 cc-tweecilinderboxermotor | cruiser   |
| R 1200 CL                        | 2002-2005 | langsgeplaatste 1200 cc-tweecilinderboxermotor | cruiser   |
| R 1200 C Classic                 | 2003-2005 | langsgeplaatste 1200 cc-tweecilinderboxermotor | cruiser   |
| R 1200 C Montauk                 | 2003-2005 | langsgeplaatste 1200 cc-tweecilinderboxermotor | cruiser   |
| R 1200 C Montauk Limited Edition | 2004      | langsgeplaatste 1200 cc-tweecilinderboxermotor | cruiser   |

## R 1150-serie
| R 1150 RT |

| Type                                               | Bouwjaren | Motortype                                      | Categorie      |
| -------------------------------------------------- | --------- | ---------------------------------------------- | -------------- |
| R 1150 GS                                          | 1999-2004 | langsgeplaatste 1150 cc-tweecilinderboxermotor | allroadmotor   |
| R 1150 GS Adventure                                | 2001-2005 | langsgeplaatste 1150 cc-tweecilinderboxermotor | Adventure bike |
| R 1150 R                                           | 2001-2006 | langsgeplaatste 1150 cc-tweecilinderboxermotor | toermotor      |
| R 1150 RS                                          | 2001-2005 | langsgeplaatste 1150 cc-tweecilinderboxermotor | sporttoerer    |
| R 1150 RT                                          | 2001-2005 | langsgeplaatste 1150 cc-tweecilinderboxermotor | toermotor      |
| R 1150 SM                                          | 2002      | langsgeplaatste 1150 cc-tweecilinderboxermotor | Supermotard    |
| R 1150 R Rockster                                  | 2003-2005 | langsgeplaatste 1150 cc-tweecilinderboxermotor | roadster       |
| R 1150 R Rockster 80th Anniversary Limited Edition | 2003      | langsgeplaatste 1150 cc-tweecilinderboxermotor | roadster       |

## C1-serie
| C1 |

| Type                 | Bouwjaren | Motortype                                       | Categorie |
| -------------------- | --------- | ----------------------------------------------- | --------- |
| C1 125 Executive     | 2000-2003 | dwarsgeplaatste 125 cc-eencilinderviertaktmotor | ENV       |
| C1 125 Family Friend | 2000-2003 | dwarsgeplaatste 125 cc-eencilinderviertaktmotor | ENV       |
| C1 125               | 2000-2003 | dwarsgeplaatste 125 cc-eencilinderviertaktmotor | ENV       |
| C1 200               | 2001-2003 | dwarsgeplaatste 176 cc-eencilinderviertaktmotor | ENV       |
| C1 200 Executive     | 2001-2003 | dwarsgeplaatste 176 cc-eencilinderviertaktmotor | ENV       |
| C1 200 Family Friend | 2001-2003 | dwarsgeplaatste 176 cc-eencilinderviertaktmotor | ENV       |
| C1 125 Williams      | 2002      | dwarsgeplaatste 125 cc-eencilinderviertaktmotor | ENV       |
| C1 200 Williams      | 2002      | dwarsgeplaatste 176 cc-eencilinderviertaktmotor | ENV       |
| C1-E                 | 2009-     | Elektromotor                                    | ENV       |

## R 1200-serie
| R 1200 RT |
| R 1200 GS |

| Type                          | Bouwjaren | Motortype                                      | Categorie      |
| ----------------------------- | --------- | ---------------------------------------------- | -------------- |
| R 1200 GS                     | 2004-     | langsgeplaatste 1200 cc-tweecilinderboxermotor | allroadmotor   |
| R 1200 RT                     | 2005-     | langsgeplaatste 1200 cc-tweecilinderboxermotor | toermotor      |
| R 1200 ST                     | 2005-2007 | langsgeplaatste 1200 cc-tweecilinderboxermotor | sporttoerer    |
| R 1200 GS Adventure           | 2006-     | langsgeplaatste 1200 cc-tweecilinderboxermotor | adventure bike |
| R 1200 R                      | 2006-     | langsgeplaatste 1200 cc-tweecilinderboxermotor | toermotor      |
| R 1200 S                      | 2006-2008 | langsgeplaatste 1200 cc-tweecilinderboxermotor | sportmotor     |
| R 1200 GS Explorer            | 2007      | langsgeplaatste 1200 cc-tweecilinderboxermotor | allroadmotor   |
| R 1200 S SportBoxer           | 2007      | langsgeplaatste 1200 cc-tweecilinderboxermotor | enduranceracer |
| R 1200 GS Special Edition     | 2009      | langsgeplaatste 1200 cc-tweecilinderboxermotor | allroadmotor   |
| R 1200 GS 30 Years GS Edition | 2010      | langsgeplaatste 1200 cc-tweecilinderboxermotor | allroadmotor   |
| R 1200 R Classic              | 2011-     | langsgeplaatste 1200 cc-tweecilinderboxermotor | roadster       |
| R 1200 GS Triple Black        | 2011      | langsgeplaatste 1200 cc-tweecilinderboxermotor | allroadmotor   |
| R 1200 GS Rallye              | 2012-     | langsgeplaatste 1200 cc-tweecilinderboxermotor | allroadmotor   |
| R 1200 GS Legend Edition      | 2012-     | langsgeplaatste 1200 cc-tweecilinderboxermotor | allroadmotor   |

## HP2-serie
| HP2 Enduro |

| Type                     | Bouwjaren | Motortype                                      | Categorie      |
| ------------------------ | --------- | ---------------------------------------------- | -------------- |
| HP2 Enduro               | 2005-2007 | langsgeplaatste 1200 cc-tweecilinderboxermotor | enduromotor    |
| HP2 Megamoto             | 2007-     | langsgeplaatste 1200 cc-tweecilinderboxermotor | Supermotard    |
| HP2 Sport Enduranceracer | 2008-2009 | langsgeplaatste 1200 cc-tweecilinderboxermotor | enduranceracer |
| HP2 Sport                | 2008-     | langsgeplaatste 1200 cc-tweecilinderboxermotor | sportmotor     |

## K 1200-serie met dwarsgeplaatste motor
| K 1200 S |

| Type                            | Bouwjaren | Motortype                                     | Categorie      |
| ------------------------------- | --------- | --------------------------------------------- | -------------- |
| K 1200 R                        | 2005-2008 | dwarsgeplaatste 1200 cc-viercilinderlijnmotor | naked bike     |
| K 1200 R Power Cup Racer        | 2005-?    | dwarsgeplaatste 1200 cc-viercilinderlijnmotor | productieracer |
| K 1200 S                        | 2005-2008 | dwarsgeplaatste 1200 cc-viercilinderlijnmotor | sporttoerer    |
| K 1200 GT dwarsgeplaatste motor | 2006-2008 | dwarsgeplaatste 1200 cc-viercilinderlijnmotor | toermotor      |
| K 1200 R Sport                  | 2007-2008 | dwarsgeplaatste 1200 cc-viercilinderlijnmotor | sportmotor     |

## F 800-serie
| F 800 ST |

| Type                           | Bouwjaren | Motortype                           | Categorie    |
| ------------------------------ | --------- | ----------------------------------- | ------------ |
| F 800 S                        | 2006-2010 | dwarsgeplaatste 800 cc-staande twin | sportmotor   |
| F 800 ST                       | 2006-2012 | dwarsgeplaatste 800 cc-staande twin | sporttoerer  |
| F 800 Sport Edition            | 2007      | dwarsgeplaatste 800 cc-staande twin | sportmotor   |
| F 650 GS tweecilinder          | 2008-2012 | dwarsgeplaatste 800 cc-staande twin | allroadmotor |
| F 800 GS                       | 2008-     | dwarsgeplaatste 800 cc-staande twin | allroadmotor |
| F 800 R                        | 2009-     | dwarsgeplaatste 800 cc-staande twin | naked bike   |
| F 800 R Chris Pfeiffer Replica | 2009      | dwarsgeplaatste 800 cc-staande twin | naked bike   |
| F 700 GS                       | 2012-     | dwarsgeplaatste 800 cc-staande twin | allroadmotor |

## G 450 X
| G 450 X |

| Type     | Bouwjaren | Motortype                          | Categorie            |
| -------- | --------- | ---------------------------------- | -------------------- |
| G 450 X  | 2007-     | dwarsgeplaatste 450 cc-eencilinder | enduromotor          |
| G 450 RR | 2011-     | dwarsgeplaatste 450 cc-eencilinder | fabrieks-enduromotor |

## G 650-serie
| G 650 Xmoto |

| Type             | Bouwjaren | Motortype                          | Categorie    |
| ---------------- | --------- | ---------------------------------- | ------------ |
| G 650 Xchallenge | 2007-     | dwarsgeplaatste 650 cc-eencilinder | enduromotor  |
| G 650 Xcountry   | 2007-     | dwarsgeplaatste 650 cc-eencilinder | allroadmotor |
| G 650 Xmoto      | 2007-     | dwarsgeplaatste 650 cc-eencilinder | supermotard  |
| G 650 GS         | 2011-     | dwarsgeplaatste 650 cc-eencilinder | allroad      |
| G 650 GS Sertão  | 2012-     | dwarsgeplaatste 650 cc-eencilinder | allroad      |

## K 1300-serie
| K 1300 R |

| Type                        | Bouwjaren | Motortype                                     | Categorie  |
| --------------------------- | --------- | --------------------------------------------- | ---------- |
| K 1300 GT                   | 2008-     | dwarsgeplaatste 1300 cc-viercilinderlijnmotor | toermotor  |
| K 1300 S                    | 2008-     | dwarsgeplaatste 1300 cc-viercilinderlijnmotor | sportmotor |
| K 1300 R                    | 2009-     | dwarsgeplaatste 1300 cc-viercilinderlijnmotor | naked bike |
| K 1300 GT Exclusive Edition | 2011-     | dwarsgeplaatste 1300 cc-viercilinderlijnmotor | toermotor  |
| K 1300 S HP                 | 2012-     | dwarsgeplaatste 1300 cc-viercilinderlijnmotor | sportmotor |

## S 1000 RR
| S 1000 RR |

| Type                      | Bouwjaren | Motortype                                     | Categorie          |
| ------------------------- | --------- | --------------------------------------------- | ------------------ |
| S 1000 RR Superbike racer | 2009-     | dwarsgeplaatste 1000 cc-viercilinderlijnmotor | superbike wegracer |
| S 1000 RR                 | 2010-     | dwarsgeplaatste 1000 cc-viercilinderlijnmotor | sportmotor         |
| HP4                       | 2012-     | dwarsgeplaatste 1000 cc-viercilinderlijnmotor | sportmotor         |

## K 1600-serie
| K 1600 GT |

| Type       | Bouwjaren | Motortype                                    | Categorie |
| ---------- | --------- | -------------------------------------------- | --------- |
| K 1600 GT  | 2011-     | dwarsgeplaatste 1600 cc-zescilinderlijnmotor | toermotor |
| K 1600 GTL | 2011-     | dwarsgeplaatste 1600 cc-zescilinderlijnmotor | toermotor |

## Scooters
| C 650 GT |

| Type        | Bouwjaren | Motortype                          | Categorie |
| ----------- | --------- | ---------------------------------- | --------- |
| C 600 Sport | 2012-     | dwarsgeplaatste 650 cc-eencilinder | scooter   |
| C 650 GT    | 2012-     | dwarsgeplaatste 650 cc-eencilinder | scooter   |

## Prototypen
| Het tweede prototype van de scooter die nooit in productie kwam |

| Type                 | Bouwjaren | Motortype                                              | Categorie         |
| -------------------- | --------- | ------------------------------------------------------ | ----------------- |
| R 7                  | 1934      | langsgeplaatste 800 cc-tweecilinderkopklepboxermotor   | prototype         |
| R 10                 | 1948      | langsgeplaatste 100 cc-tweecilindertweetakt-boxermotor | prototype         |
| R 10 Roller          | 1953-1954 | langsgeplaatste 175 cc-eencilinderviertaktmotor        | scooter prototype |
| Futuro               | 1980      | langsgeplaatste 800 cc-tweecilinderboxermotor          | Studiemodel       |
| R 80 Troika          | 1983      | langsgeplaatste 800 cc-tweecilinderboxermotor          | zijspancombinatie |
| R 1                  | 1989-1992 | langsgeplaatste 1000 cc tweecilinderboxermotor         | prototype         |
| R 1100               | 1991      | langsgeplaatste 1100 cc-tweecilinderboxermotor         | prototype         |
| C1 125               | 1993      | dwarsgeplaatste 125 cc-eencilinderviertaktmotor        | studiemodel       |
| R 1200 C Troika      | 1997-1998 | langsgeplaatste 1200 cc-tweecilinderboxermotor         | zijspancombinatie |
| Lo Rider             | 2008      | langsgeplaatste 1200 cc-tweecilinderboxermotor         | studiemodel       |
| Concept 6            | 2009-2010 | dwarsgeplaatste 1600 cc-zescilinderlijnmotor           | prototype         |
| R 1200 GS Wassermann | 2011      | langsgeplaatste 1200 cc-tweecilinderboxermotor         | allroadmotor      |